# Ельба (національний парк)
Гебель Ельба (букв гора Ельба, араб. جبل علبة.) — національний парк Єгипту. Велика частина розташована в Халаїбському трикутнику, оспорюваному Суданом, але, попри це, територія парку повністю контролюється Єгиптом.

## Географія
Найвищі гори: гора Ельба (1435 м), гора Шеллал (1409 м), гора Шендіб (1911 м), гора Шендодаї (1526 м). Середньорічний рівень опадів — менше 50 мм, але на височинах досягає 400 мм. Це пояснюється близькістю до Червоного моря (від 15 до 30 км).

## Екологія
Вершина гори є «туманною оазою» — велика частина опадів там проявляється у вигляді туману або роси, що створює незвичайну екосистему, не схожу ні на яку іншу в Єгипті; біорізноманіття парку незрівнянне ні з одним місцем у країні.
У цій вологій області зареєстровано 458 видів рослин — майже 25 % від загальної кількості видів рослин в країні. У парку є як мінімум один ендемічний рослинний вид — Biscutella elbensis. З усієї флори регіону варто виділити унікальне, найцінніше дерево Dracaena ombet , а найпоширенішими в місцевій гірській системі є акації та інші чагарники, що утворюють єдину природну лісисту місцевість Єгипту. На березі поширені мангрові зарості.
Тваринний світ парку нараховує 23 види ссавців, серед них особливо поширені гієна смугаста, леопард, Equus africanus africanus, газель, ефіопський їжак, зорила тощо. Також в межах парку мешкає 24 види рептилій і амфібій, до них належать такі ендеміки, як Шариф Баха Ель Дін, жаба Додсона, плямиста змія, довгохвості ящірки тощо.
Також територія парку Ельба відома як місцеперебування великого числа пернатих. Це в першу чергу страуси, бородані, пугачі, саджі, кам'янки, грифи, стерв'ятники, орлани, конюки, золоті горобці, арабські очеретянки, ворони та інші пернаті.

## Джерело
- Національний парк «Гора Ельба»(рос.)